# متلازمة دوبين-جونسون
متلازمة دوبين - جونسون هو خلل وراثي ذو صفة متنحية يؤدي إلى زيادة البيليروبين المباشر(المقترن) في الدم من دون ارتفاع انزيمات الكبد (AST,ALT). في هذه المتلازمة تكون خلايا الكبد غير قادرة على افراز البيليروبين المباشر عبر القناة الصفراء.وهذه المتلازمة شبيهة بمتلازمة روتور. غالبا ما تكون من دون أعراض لكن يمكن الكشف عنها مبكرا من خلال فحوصات المختبر. وتسبب هذه المتلازمة اصفرار الجلد وبياض العينين (اليرقان) الذي يستمر مدى الحياة، وقد تتفاقم الحالة بسبب إدمان الكحول، الحمل، واستخدام وسائل منع الحمل عن طريق الفم، والعدوى التي تؤثر على الكبد.

## العلامات والأعراض
يعاني نحو 80-99% من المصابين بمتلازمة دوبين-جونسون من اليرقان، وتغير في لون البول الطبيعي، واضطرابات في الجهاز الصفراوي، وظهور البيليروبين المقترن في الدم. يعاني نحو 30-79% من المصابين بهذا الاضطراب من خلل في الغشاء المخاطي المعدي. تشمل الأعراض النادرة الأخرى الحمى والإعياء.

## الفيزيولوجيا المرضية
يحدث فرط البيليروبين المقترن في الدم نتيجة خلل في النقل الداخلي والخارجي لمركبات الاقتران الأنيوني من خلايا الكبد إلى الصفراء. يُعزى ضعف إفراز القنوات الصفراوية لغلوكورونيدات البيليروبين إلى طفرة في البروتين 2 القنيوي المرتبط بمقاومة الأدوية المتعددة. يبدو الكبد مصطبغًا بلون داكن بسبب مستقلبات الأدرينالين المبلمرة، وليس بسبب البيليروبين.
تنجم متلازمة دوبين-جونسون عن خلل في البروتين 2 القنيوي المرتبط بمقاومة الأدوية المتعددة (إيه بي سي سي 2) الموجود على الكروموسوم 10. يعد مرض وراثي ينتقل بصفة متنحية ومن المحتمل أنه ينتج عن طفرة فقدان وظيفية، لأن الطفرة تؤثر على مجال الربط السيتوبلازمي.

## التشخيص
السمة المميزة لمتلازمة دوبين جونسون هي اضطراب النسبة بين المنتجات الثانوية للاصطناع الحيوي للهيم:
- لدى الأفراد غير المصابين، تكون نسبة الكوبروبورفيرين III إلى الكوبروبورفيرين I نحو 4-1:3
- لدى المرضى الذين يعانون من متلازمة دوبين-جونسون، تنعكس هذه النسبة، إذ يكون الكوبروبورفيرين I أعلى بمقدار 3-4 مرات من الكوبروبورفيرين III. يُظهر تحليل البورفيرينات في البول مستوى طبيعي من الكوبروبورفيرين، لكن يمثل المصاوغ I 80% من إجمالي النسبة (عادةً 25%). [9]

## العلاج
تُعد متلازمة دوبين-جونسون حميدة ولا تحتاج إلى علاج. مع ذلك، يجب تمييز الحالة حتى لا يتم الخلط بينها وبين الاضطرابات الكبدية الصفراوية الأخرى المرتبطة بفرط بيليروبين الدم المقترن التي تتطلب العلاج أو يكون لها إنذار مختلف.

## الإنذار
يكون الإنذار جيد عادةً، ولا حاجة للعلاج. يبقى معظم المرضى بدون أعراض ويعيشون لمدة طبيعية. يصاب بعض الولدان بالركود الصفراوي. قد تؤدي موانع الحمل الهرمونية والحمل إلى حدوث يرقان (اصفرار العينين والجلد).

## التاريخ
وصفت متلازمة دوبين-جونسون لأول مرة في عام 1954 من قبل رجلين -الدكتور فرانك جونسون، الطبيب العسكري والباحث في إدارة المحاربين القدامى ومعهد القوات المسلحة لعلم الأمراض في واشنطن العاصمة، والدكتور إسادور دوبين، أخصائي علم الأمراض الكندي الذي كان يعمل إلى جانبه. درس الدكتور جونسون الطب في كلية الطب بجامعة هاورد وواجه تمييزًا كبيرًا في مسيرته الطبية، بسبب كونه من الأمريكيين الأفارقة، وأُبعد عن الخدمة الفعلية أثناء معركة الثغرة، رغم احتلاله رتبة ملازم أول وكونه طبيبًا مدرَّبًا. لاحقًا، أثناء فترة تدريبه، طُلب منه النوم في مصحة لمرضى السل، فلم يسمح المستشفى للأطباء الأمريكيين الأفارقة بالسكن في نفس أماكن الأطباء ذوي البشرة البيضاء، ومُنع من ممارسة العديد من الخدمات، بما في ذلك الجراحة العامة. دفعته هذه التجارب، إلى جانب اهتمامه المتأصل بالكيمياء، إلى دراسة علم الأمراض، إذ التقى في النهاية بالدكتور دوبين ووصف هذه المتلازمة لأول مرة.